# هيئة مسح فلسطين
كانت هيئة مسح فلسطين هي الدائرة الحكومية المسؤولة عن مسح فلسطين ورسم خرائطها خلال فترة الانتداب البريطاني.
أُنشئت دائرة المساحة في عام 1920 في مدينة يافا، وانتقلت إلى أطراف مدينة تل أبيب في عام 1931،  وأسست شبكة فلسطين الجغرافية. وفي بداية عام 1948 عين الانتداب البريطاني مديراً عاماً مؤقتاً لدائرة المساحة للدولة اليهودية المقبلة، وأصبحت لاحقًا المؤسسة الرسمية للمساحة في إسرائيل.
تُستخدم الخرائط التي تُنتجها دائرة المساحة بشكل واسع في "خرائط اللاجئين الفلسطينيين" من قبل العلماء الذين يوثقون لنكبة الفلسطينيين عام 1948،  لاسيما في أطلس فلسطين لسلمان أبو ستة وكتاب كل ما تبقى لوليد الخالدي. وفي عام 2019 تم استخدام هذه الخرائط كأساس لمشروع "فلسطين أوبن مابس"، الذي يدعمه زمالة باسل خرطبيل للثقافة الحرة.

## التاريخ

خريطة توضح مساحة الأرض التي تم مسحها بحلول عام 1947؛ تتوافق المنطقة بشكل وثيق مع الأرض المخصصة لـ "الدولة اليهودية" في خطة الأمم المتحدة لتقسيم فلسطين.

قبل بدء الانتداب البريطاني على فلسطين، أجرت بريطانيا مسحين مهمين للمنطقة: مسح جغرافيا فلسطين بين عامي 1872 و1880، وسلسلة من الخرائط بمقياس صغير وضعتها الهندسة الملكية التابعة لإدموند ألنبي خلال حملة سيناء وفلسطين بين 1915-1918. وقامت الجزء الجغرافي في وزارة الحرب (G.S.G.S)، بالتعاون مع مسح مصر، بإنتاج خرائط إقليمية تمتد إلى سوريا والأردن الشرقي (بمقاييس 1:125,000 و1:250,000)، ونسخ من خرائط فلسطين بتعديلات وخرائط محلية وعادة ما تكون بمقياس 1:40,000.
بعد بدء الإدارة البريطانية للأراضي المحتلة بدأت المنظمة الصهيونية بالضغط على السلطات البريطانية للبدء فورًا في المسح العقاري للأراضي، لتيسير شراء الأراضي اليهودية في فلسطين. وأرادت المنظمة الصهيونية استخدام نتائج العمل المسحي لتحديد الأراضي المتاحة للاستيطان اليهودي والاستراتيجيات اللازمة لاقتنائها، سواء كانت خاصة أو حكومية أو أي نوع آخر من الأراضي. واجه المسح مقاومة من قبل السكان العرب الفلسطينيين في البداية، الذين اعتبروه محاولة لبيع أراضيهم من تحتهم، نظرًا لاختلافات بين قوانين الأراضي العثمانية والقانون العرفي والنظام الجديد الذي يتطلب "إثباتًا مطلقًا للملكية".
تم الانتهاء من إطار التثليث الوطني بحلول عام 1930، والذي يتكون من 105 نقاط رئيسية وحوالي 20,000 نقطة منخفضة الدرجة. وأكتمل المسح بمقياس 1/10,000 في عام 1934، تلاه مسح الممتلكات بمقياس 1/2,500 لتسوية الأراضي؛ وشكلت هذه المسوح الأساس لسلسلة الخرائط التضاريسية المنشورة بمقاييس 1:20,000 و1:100,000.
في عام 1940، لم يعد للإدارة مسؤولية الفصل في مطالب تسوية الأراضي، وبدأت تركز بالكامل على العمل المسحي. قسمت لوائح نقل الملكية في فبراير 1940 فلسطين إلى ثلاث مناطق مع فرض قيود مختلفة على بيع الأراضي في كل منطقة.
حيث مُنع بيع الأراضي لغير العرب الفلسطينيين دون إذن المفوض العام في المنطقة "أ" التي تشمل تلال الخليل بالكامل، وبعض المناطق في قضاء يافا وفي قضاء غزة، والجزء الشمالي من قضاء بئر السبع.
ومنع بيع الأراضي من العرب الفلسطينيين إلا لعرب فلسطينيين في المنطقة "ب"، التي تشمل مرج ابن عامر شرق الجليل، وقطعة صغيرة من الساحل السهلي جنوب حيفا، ومنطقة شمال شرق قضاء غزة، والجزء الجنوبي من قضاء بئر السبع. ولم تكن هناك قيود على البيع في المنطقة "الحرة" التي تشمل خليج حيفا والساحل السهلي من زخرون يعكوف حتى يبنا، وحي القدس.
تم تبرير تلك القيود بأنه يتطلب من السلطة الانتدابية "ضمان عدم المساس بحقوق ومواقف أقسام أخرى من السكان"، وأنه "يجب تقييد مثل تلك التحويلات الأرضية إذا كان المزارعون العرب يرغبون في الحفاظ على مستواهم الحالي في الحياة وعدم إنشاء سكان عرب بلا أرض بشكل كبير في وقت قريب".
خلال حرب فلسطين عام 1947-1949، أنهى مسح فلسطين إعداد خرائط للتضاريس لجميع البلاد باستثناء جنوب النقب،  على الرغم من تأكيدها على حقوق الملكية الأرضية في أقل من 20% من البلاد، وتحديدًا في مناطق الاستيطان اليهودي. لم يتم إجراء مسح قطعي في المناطق التي ستصبح الضفة الغربية حتى بعد عام 1948، مما تسبب في تحديات كبيرة في السنوات التالية.
نما هذا القسم بشكل كبير خلال فترة الانتداب: حيث بدأ بـ 46 مهنيًا في عام 1921، من بينهم 25 من خارج فلسطين، وصولًا إلى 215 مهنيًا في عام 1942، مع تجنيد 11 فقط من خارج فلسطين، طبعت الهيئة 1800 خريطة في عام 1926، و19000 في عام 1929، و64000 في عام 1933، و100 ألف خريطة في عام 1939. كان هناك مدرستان لتدريب المساحين الفلسطينيين والعرب، إحداهما في جنين والتي عملت لمدة عام واحد اعتبارًا من عام 1942، والأخرى في الناصرة التي افتتحت في عام 1944.
في أوائل عام 1948 تم تعيين مديرين عامين مؤقتين لهيئة المسح، تمهيدًا للمتوقع تأسيسه "الدولة اليهودية" و"الدولة العربية" وفقًا لخطة تقسيم الأمم المتحدة لفلسطين، وكان من المقرر مشاركة الملفات والخرائط السابقة. ومع ذلك خلال حرب عام 1948 بين العرب والإسرائيليين نقلت شاحنات بريطانية جزء من خرائط "الدولة العربية" إلى تل أبيب،  وحاليًا تتم حفظ الخرائط التاريخية في هيئة المساحة الإسرائيلية والجامعة العبرية في القدس ووزارة الزراعة والتنمية الريفية ووزارة الدفاع الإسرائيلية.

## النزاع على الأراضي
في عام 1937، وصف المفوض للأراضي والمساحة إف. جيه. سالمون أهمية عمل القسم فيما يتعلق بالسماح بشراء الأراضي:
في أيام الحكم العثماني، كانت شهادة الملكية لقطعة أرض في فلسطين وثيقة غامضة للغاية. لم يكن هناك مسح يسجل الشكل أو المساحة أو الموقع، والوصف عادةً كان غامضًا على أقل تقدير، والمساحة التي كانت معيارًا للضرائب كانت في معظم الأحيان زائفة لتوفير المال لصاحب الأرض. كانت المساحات الكبيرة ولا تزال في المناطق التي لم يتم تسوية الأراضي فيها، مشتركة بين عدد كبير من المالكين الذين ليس لديهم حدود محددة ويغيرون في كثير من الأحيان موقع قطعهم سنويًا ... كان شراء الأرض من مالكها، أو الأسوأ من ذلك، من المحتل الذي ليس لديه شهادة ملكية، أمرًا غير مؤكد للغاية، ولا يزال كذلك في كثير من الأحيان. ومع ذلك، يتم حل هذه المشكلة الآن، على الرغم من البطء الشديد، من خلال تسوية الأراضي ... يتم تسجيل المطالبات وفحصها من قبل ضباط تسوية المساعدة الفلسطينيين، في حين يتم النظر في حالات النزاع من قبل ضباط تسوية الأراضي البريطانيين ... حتى في المناطق التي لا تخضع للتسوية، يمكن لمالك الأرض التقدم بطلب لتسجيل ملكية رسمي على مسح حديث، ولكن إذا كان هناك نزاع، فيجب حله في المحكمة الأرضية، وهو إجراء أبطأ وأكثر تكلفة وعناءً من التحقيق والحكم من قبل ضابط التسوية.

## منشورات بارزة
- خرائط طبوغرافية بمقياس 1:100,000: بحلول عام 1938 تم الانتهاء من إعداد خرائط الارتفاعات بمقياس 1:100,000 حتى الجنوب بمدينة بئر السبع. يمكن الاطلاع على هذه الخرائط من هنا، بالإضافة إلى دليل المواقع الجغرافية الموجود على هذا الرابط.
- خرائط طبوغرافية بمقياس 1:250,000: تتألف من ثلاث ورقات، ويمكن الاطلاع عليها على هذا الرابط.
- "فهرس فلسطين للقرى والمستوطنات" (يمكن الاطلاع عليه عبر هذا الرابط)، هي خريطة إدارية بدون تضاريس، وعادةً ما تكون بمقياس 1:250,000 على ورقة واحدة، وكانت تستخدم عادةً كقاعدة للخرائط الموضوعية المطبوعة فوقيًا.[22]
- "خريطة السيارات 1:500,000" (يمكن الاطلاع عليها عبر هذا الرابط)، هي خريطة تبعت الخريطة الطبوغرافية بمقياس 1:100,000.
- خرائط 1:20,000 الطبوغرافية-المساحية: (يمكن الاطلاع عليها عبر هذا الرابط) نُشر منها 45 صفحة بحلول عام 1940، تغطي بشكل أساسي المنطقة الساحلية. وبحلول عام 1948 نُشر حوالي 150 صفحة بمقياس تغطي البلاد بأكملها شمالاً من بئر السبع.[14]
- خرائط القدس 1:10,000 و1:2,500 (راجع هنا): في عام 1936، تم نشر خريطة بمقياس 1/2,500 للبلدة القديمة في القدس، وهي أول خريطة مفصلة منذ مسح قسم الذخائر للقدس عام 1865، [23] وتلا ذلك خرائط مؤقتة بمقياس 1/5,000 للقدس وضواحيها، والتي تم تقليل حجمها إلى مقياس 1/10,000 للطباعة العامة.[23]
- أنتجت الإدارة أيضًا خرائط تاريخية" (انظر هنا): "خريطة فلسطين الرومانية" (1936)، [24][25][26] "فلسطين في عصر الحروب الصليبية" (1937)، [27][28][29] و"فلسطين في العهد القديم" (1939).[30]

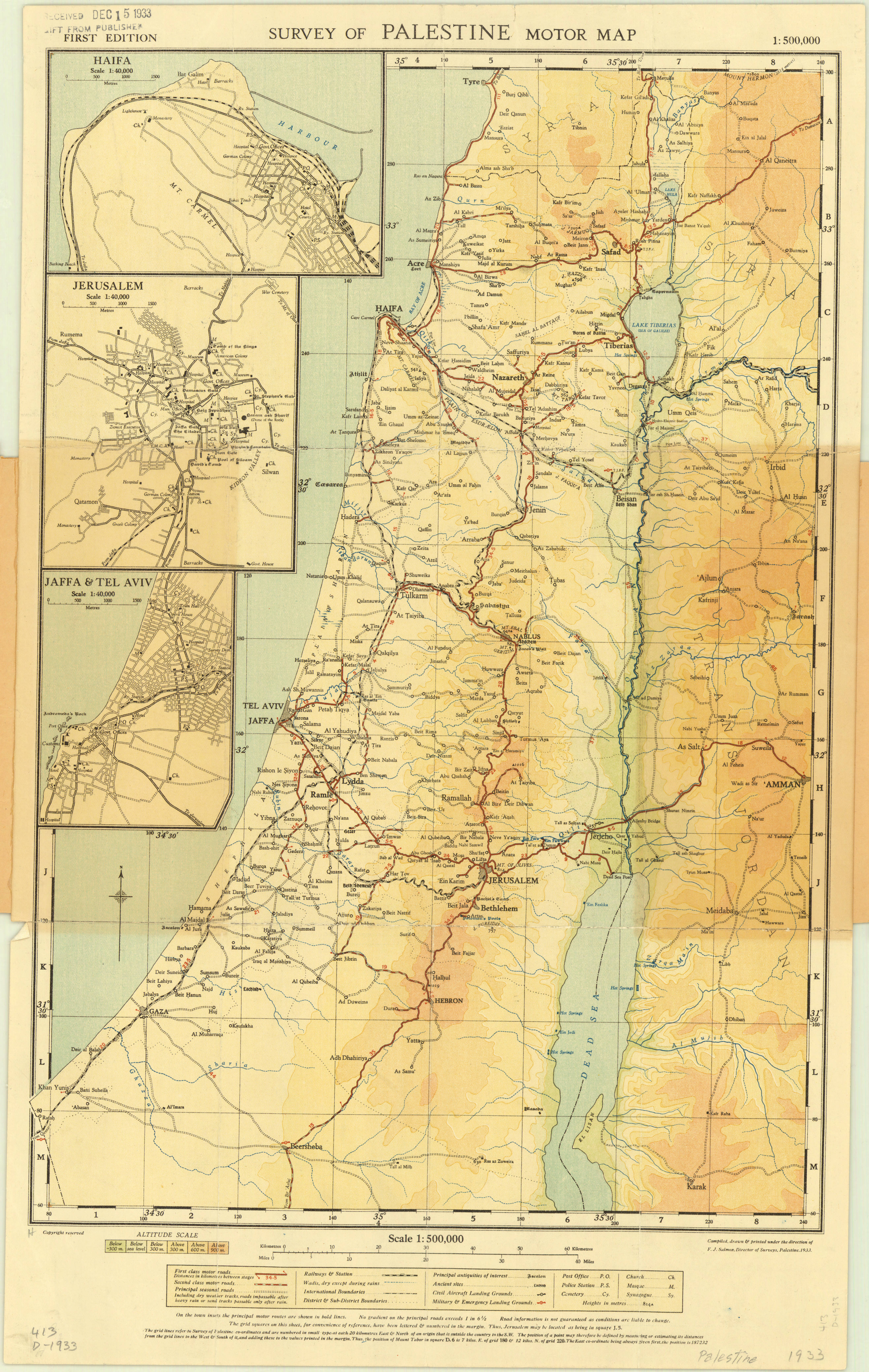
خريطة السيارات فلسطين 1933 مقياس الرسم 1:500,000
فلسطين الصليبية مقياس الرسم 1:350000
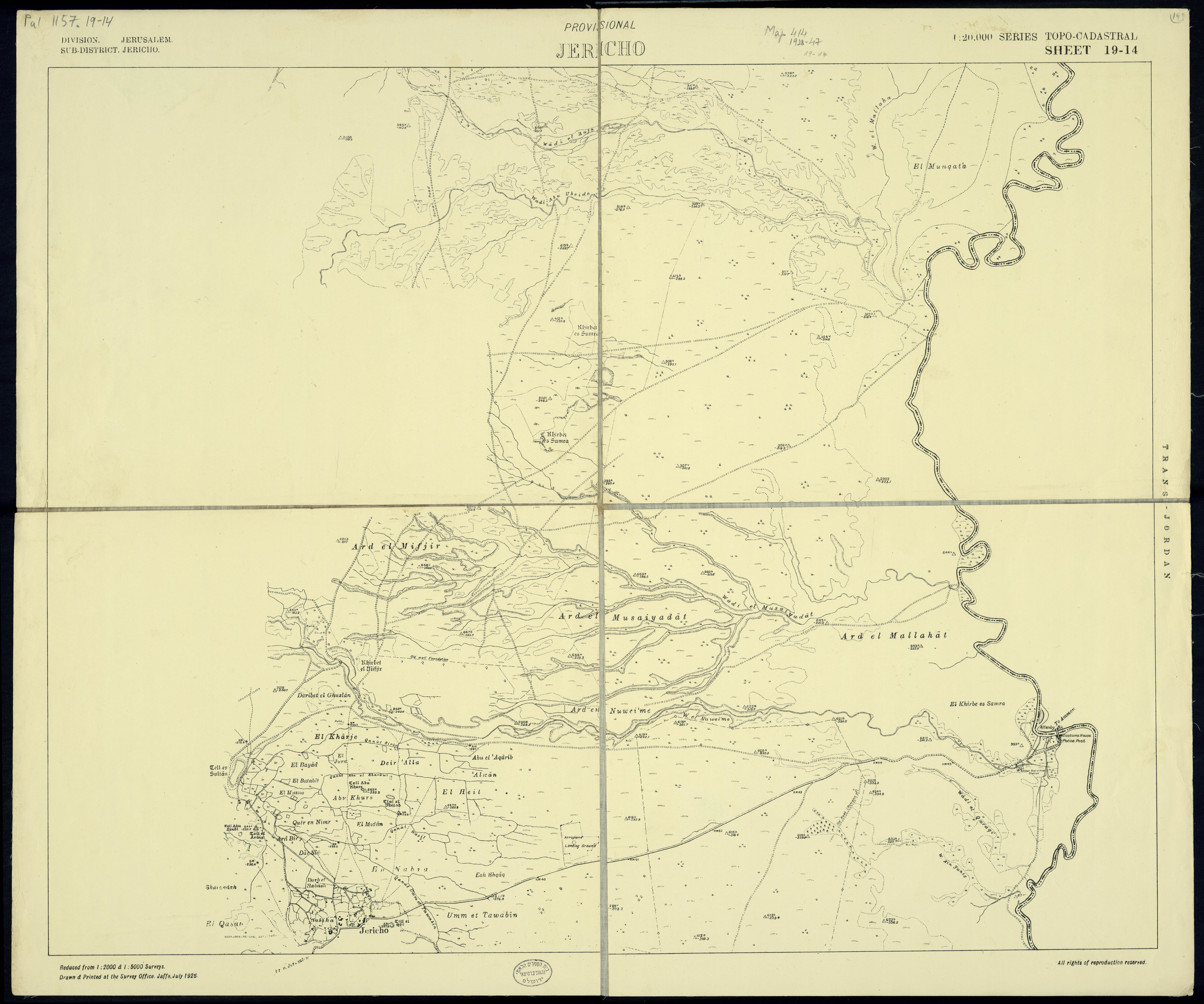
خريطة 1928 لمنطقة أريحا مقياس الرسم 1:20000
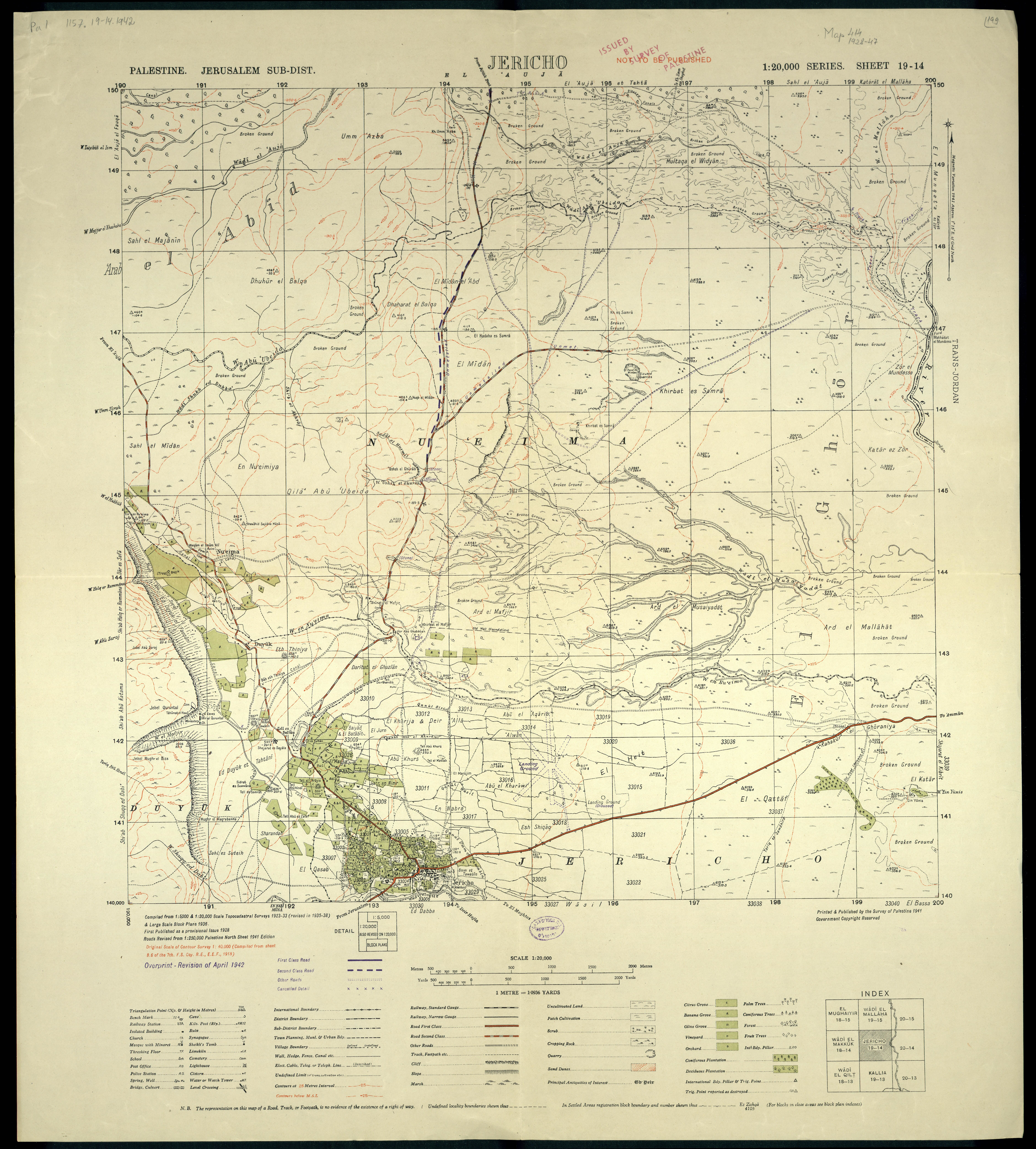
خريطة 1942 لمنطقة أريحا مقياس الرسم 1:20000
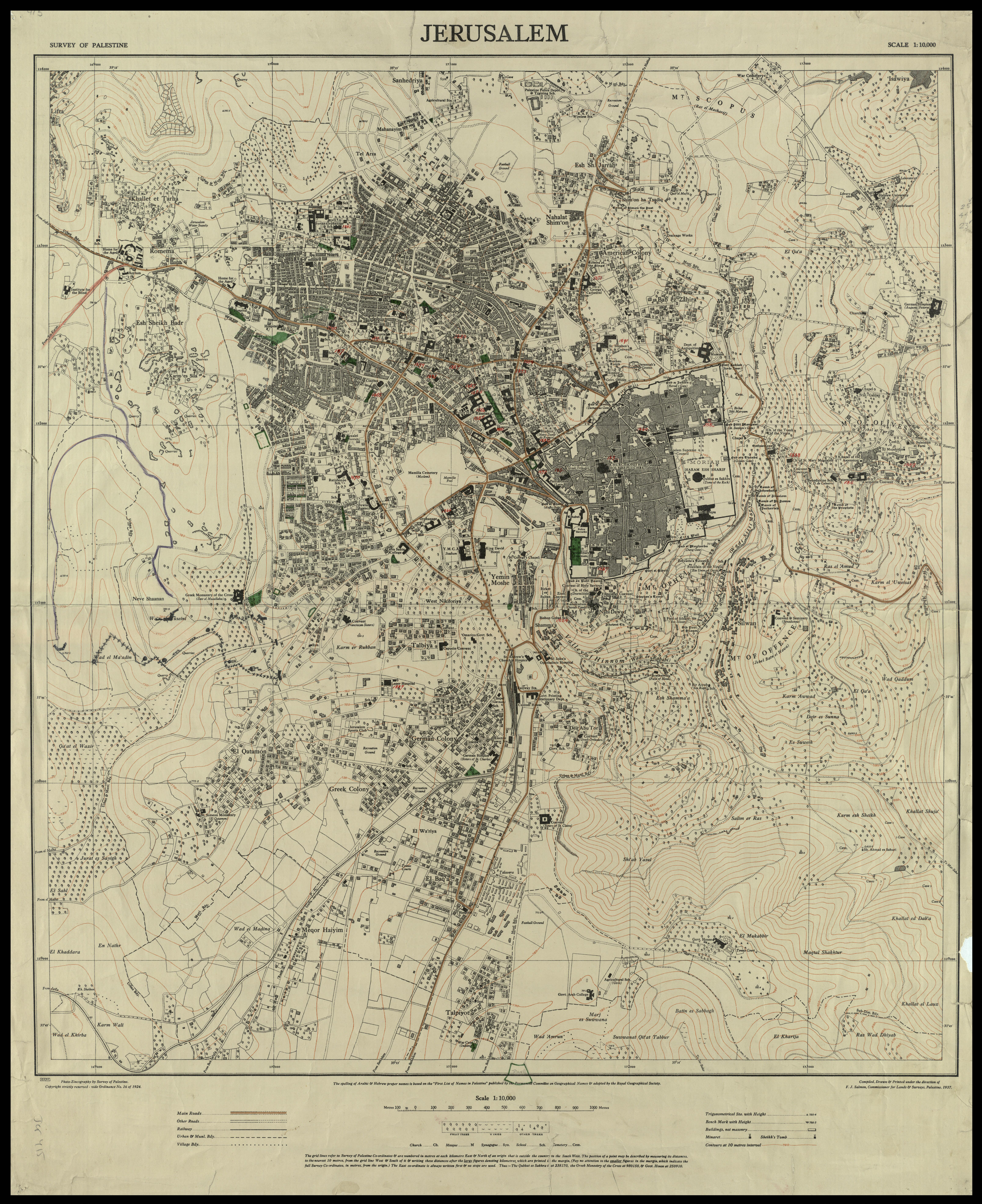
خريطة القدس عام 1937 مقياس الرسم 1:10000
خريطة توضح حدود القرى

## قوانين المسح البارزة (المراسيم)
نظمت قوانين حكومة الانتداب وسمحت برسوم المسح والمساحين ورسوم المسح:
- مرسوم المسح العقاري لعام 1920، نشر في الجريدة الرسمية في يوليو 1920. تم تطبيقه في البداية على مناطق غزة وبئر السبع، ثم تم توسيعه ليشمل البلاد بأكملها في فبراير 1921.[31]
- قانون مساحة الأراضي 1925، نُشر في 1 مايو 1925، وطلب تسجيل الملكية العقارية على أساس خريطة معتمدة، ووضع متطلبات موحدة لجميع هذه الخرائط.[31]
- قانون تسوية الأراضي 1928، أنشأ استخدام نظام تورنز لتسجيل الملكية العقارية.[32]
- قانون المساحة ولوائح المساحين 1930، يتطلب بعض المقاييس المترية مثل "مضاعف متساوي من 1:10000" وللعقارات الفردية "مقياس 1:2500، أو 1:625، أو أكبر".[31]
- قانون المساحة ولوائح المساحين 1938، تحديث للوائح السابقة، ولم يتم إلغاء هذا القانون حتى استبداله بلوائح المساحين الإسرائيلية 1965 في 5 أغسطس 1965.[31]

## رؤساء الهيئة
يتضمن تاريخ رؤساء دائرة الأراضي والمساحة ما يلي:
- يونيو - ديسمبر 1920: الرائد سيسيل فيردون كوينلان.[33]
- 1920-1931: الرائد كوثبرت هيليارد لي.[33]
- 1931-1933: روبرت باركر كراشر (بالإنابة).[33]
- 1933-1938: المقدم فريدريك جون سالمون "مفوض الأراضي والمسوحات".[33]
- 1938-1939: جيمس نيلسون ستابس (بالإنابة).[33]
- 1940-1948: أندرو بارك ميتشل.[33]

## المقر

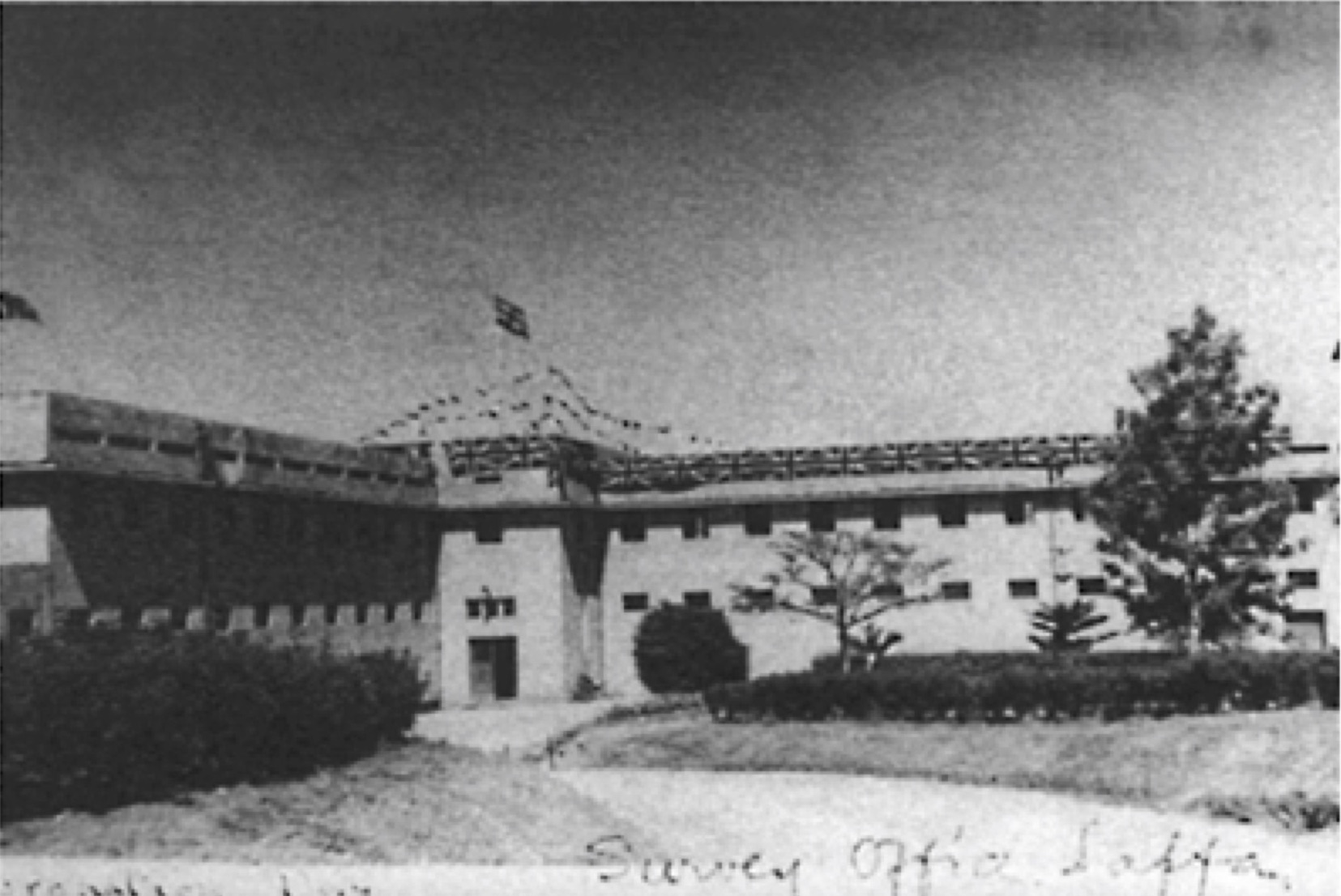
مقر هيئة المساحة الفلسطينية عام 1930

في بداية عام 1920، كانت مقرات الإدارة الأولى موجودة في مدينة غزة، وانتقلت إلى مدينة يافا بعد بضعة أشهر فقط. وفي 1 يناير 1931، تم افتتاح مبنى خاص لإيواء الإدارة في الطرف الجنوبي من قطعة أرض تبلغ مساحتها 30 فدانًا (12 هكتارًا) بالقرب من مستعمرة تمبلر الألمانية على أطراف تل أبيب (يمكن رؤية موقع المقر الرئيسي على هذه الخريطة من عام 1930). ويقال إن موقع مقر الإدارة في المنطقة الساحلية التي تميل للاستيطان الصهيوني، جنبًا إلى جنب مع حقيقة أن جميع المكاتب الأخرى للحكومة الانتدابية كانت في القدس، تؤكد "الارتباط القوي بين المسح العقاري لفلسطين والدوافع الصهيونية"،  وقد تم رفع اقتراحات لنقل المكتب إلى القدس في عام 1925 و1928 و1935، ولكن دون جدوى.

## خرائط عام 1945 للقدس وضواحيها
| 1:10,000 | 1:10,000 | 1:10,000 | 1:5,000 | 1:5,000 | 1:5,000 |   | 1:2,500 | 1:2,500 |  |
| A        | B        |          |         | A       | B       |   |         |         |  |
| -------- | -------- | -------- | ------- | ------- | ------- | - | ------- | ------- |  |
|          |          | 1        |         |         |         | 1 |         |         |  |
|          |          | 2        |         |         |         | 2 |         |         |  |
|          |          | 3        |         |         |         |   |         |         |  |

## مقياس 1:20000
| 29 |
| 28 |
| 27 |
| 26 |
| 25 |
| 24 |
| 23 |
| 22 |
| 21 |
| 20 |
| 19 |
| 18 |
| 17 |
| 16 |
| 15 |
| 14 |
| 13 |
| 12 |
| 11 |
| 10 |
| 9  |
| 8  |
| 7  |